# السنة الدولية للأسرة
أعلنت الجمعية العامة للأمم المتحدة عام 1994 سنة دولية للأسرة. ويتم الترويج لأهدافها من خلال برنامج الأمم المتحدة المعني بالأسرة.  كان هذا واحدًا من العديد من الاحتفالات الدولية المعلنة لأيام وشهور وسنوات محددة.
في أكتوبر 1994، افتتح الأمين العام للأمم المتحدة المؤتمر الدولي المعني بالأسرة الذي استمر ثلاثة أيام، قائلاً: 
| « | قبل خمس سنوات، قررت الجمعية العامة أن يكون عام 1994 السنة الدولية للأسرة. في ذلك الوقت، لم يكن هناك إجماع. ولم يرى البعض المغزى من السنة الدولية للأسرة. انقسمت الآراء حول موضوع السنة. جادل بعض الناس بأن دعم الأسرة يمثل تمييزًا ضد أولئك الذين يفضلون العيش خارج الوحدات الأسرية. كما حدثت خلافات حول الأنشطة التي ينبغي تنظيمها بمناسبة العام... لقد أثارت السنة الدولية للأسرة نقاشا عالميا. لقد تم توضيح العديد من المفاهيم السياسية. ومن خلال عملية النقاش والتفكير، ظهرت رؤى جديدة. وبدلا من الحيرة والتردد، هناك الآن إجماع حول دور الأسرة في المجتمع الإنساني. واليوم، تسود واقعية جديدة. ومن المسلم به أن الأسرة هي مؤسسة أساسية في المجتمع الإنساني. والحقيقة أنه من الثابت أن المجتمع عبارة عن بنية مكونة من أسر وأفراد يرتبطون بالمجتمع، في المقام الأول، من خلال الأسرة. | » |